# Оук-Ліф (Техас)
Оук-Ліф (англ. Oak Leaf) — місто (англ. city) в США, в окрузі Елліс штату Техас. Населення — 1552 особи (2020).

## Географія
Оук-Ліф розташований за координатами 32°31′19″ пн. ш. 96°50′52″ зх. д. / 32.52194° пн. ш. 96.84778° зх. д. (32.521985, -96.847733).  За даними Бюро перепису населення США в 2010 році місто мало площу 6,12 км², з яких 6,12 км² — суходіл та 0,01 км² — водойми.

## Демографія
Згідно з переписом 2010 року, у місті мешкало 1298 осіб у 459 домогосподарствах у складі 396 родин. Густота населення становила 212 осіб/км².  Було 482 помешкання (79/км²).
Расовий склад населення:
| - 82,6 % — білих - 11,6 % — чорних або афроамериканців - 0,8 % — азіатів - 0,5 % — корінних американців - 2,6 % — осіб інших рас |

До двох чи більше рас належало 1,9 %. Частка іспаномовних становила 8,9 % від усіх жителів.
За віковим діапазоном населення розподілялося таким чином: 20,4 % — особи молодші 18 років, 64,9 % — особи у віці 18—64 років, 14,7 % — особи у віці 65 років та старші. Медіана віку мешканця становила 45,8 року. На 100 осіб жіночої статі у місті припадало 100,6 чоловіків;  на 100 жінок у віці від 18 років та старших — 99,8 чоловіків також старших 18 років.
Середній дохід на одне домашнє господарство  становив 119 295 доларів США (медіана — 95 268), а середній дохід на одну сім'ю — 128 530 доларів (медіана — 102 768). Медіана доходів становила 65 500 доларів для чоловіків та 55 714 долари для жінок. За межею бідності перебувало 1,8 % осіб, у тому числі 0,0 % дітей у віці до 18 років та 0,0 % осіб у віці 65 років та старших.
Цивільне працевлаштоване населення становило 777 осіб. Основні галузі зайнятості: освіта, охорона здоров'я та соціальна допомога — 17,5 %, роздрібна торгівля — 16,6 %, виробництво — 9,9 %, транспорт — 9,8 %.